# Erzbistum Edmonton
Das Erzbistum Edmonton (lateinisch Archidioecesis Edmontonensis, englisch Archdiocese of Edmonton) ist eine in Kanada gelegene römisch-katholische Erzdiözese mit Sitz in Edmonton.

## Geschichte
Das Erzbistum Edmonton wurde am 22. September 1871 durch Papst Pius IX. aus Gebietsabtretungen des Bistums Saint-Boniface als Bistum Saint Albert errichtet. Das Bistum Saint Albert gab am 30. November 1912 Teile seines Territoriums zur Gründung des Bistums Calgary ab.
Am 30. November 1912 wurde das Bistum Saint Albert durch Papst Pius X. zum Erzbistum erhoben und in Erzbistum Edmonton umbenannt. Das Erzbistum Edmonton gab am 17. Juli 1948 Teile seines Territoriums zur Gründung des Bistums Saint Paul in Alberta ab.

## Ordinarien

### Bischöfe von Saint Albert
- 1871–1902 Vital-Justin Grandin OMI
- 1902–1912 Emile Joseph Legal OMI

### Erzbischöfe von Edmonton
- 1912–1920 Emile Joseph Legal OMI
- 1920–1938 Henry Joseph O’Leary
- 1938–1964 John Hugh MacDonald
- 1964–1973 Anthony Jordan OMI
- 1973–1999 Joseph Neil MacNeil
- 1999–2006 Thomas Collins, dann Erzbischof von Toronto
- 2007–2025 Richard William Smith, dann Erzbischof von Vancouver
  - Sedisvakanz seit 25. Februar 2025